# Баклан кергеленський
Баклан кергеленський (Leucocarbo verrucosus) — вид сулоподібних птахів родини бакланових (Phalacrocoracidae). Раніше вважався підвидом баклана імператорського (Leucocarbo atriceps).

## Поширення
Ендемік субантарктичних островів Кергелен. Гніздиться на головному острові архіпелагу Гран-Тер, на офшорних островах і на островах на затоці Морбіан.

## Опис
Птах завдовжки 65 см, розмахом крил до 110 см, вагою 1,7—2,2 кг. Самці більші за самиць. Птах має верхню частину чорного кольору із зеленкуватим відтінком та білу нижню частину. Щоки і покривала вух чорні. Деякі особини мають білі плями на спині та крилах. На голові є чорний гребінь. У шлюбний період у птахів є пара помаранчевих карункулів над основою дзьоба перед очима та світло-коричнева основа нижньої щелепи. Навколо очей є блакитне кільце. Дзьоб темно-коричневий. Лапки коричневі.

## Спосіб життя
Живиться дрібною рибою і морськими безхребетними. За здобиччю пірнає на глибину до 25 м (максимальна глибина 60 м). Сезон розмноження починається наприкінці квітня. Створює моногамні пари на сезон. Гніздиться на землі на виступах і вершинах крутих скель у колоніях від 10 до сотні птахів, часто разом з пінгвіном чубатим. Гнізда будує з болота, водоростів і трави. Відкладає 2—3 яйця. Обоє батьки насиджують яйця впродовж 29 днів.